# مقاومة اللقاح
عدم الخلط بينه وبين التردد في تلقي اللقاح.
مقاومة اللقاح (بالإنجليزية: Vaccine resistance) هي التكيّف التطوري لمسببات الأمراض للإصابة والانتشار من خلال الأفراد الملقحين، على غرار مقاومة مضادات الميكروبات. يتعلق الأمر باللقاحات البشرية والحيوانية. على الرغم من أنّ ظهور عدد من مسببات الأمراض المقاومة للقاحات قد تم توثيقه جيداً، إلا أنّ هذه الظاهرة نادرة جداً وأقل مصدراً للقلق من المقاومة المضادة للميكروبات (بالإنجليزية: antimicrobial resistance).
يمكن اعتبار مقاومة اللقاح حالة خاصة من هروب مستضدي، من المناعة التي يمنحها اللقاح. نظراً لأنّ المناعة التي يمنحها اللقاح قد تختلف عن تلك التي يسببها العدوى من قبل العامل المسبب للمرض، فقد يكون الهروب المستضدي أسهل أيضاً (في حالة وجود لقاح غير فعال) أو أكثر صعوبة (سيكون في حالة لقاح الإنفلونزا الشامل). نتحدث عن مقاومة اللقاح فقط إذا كان الهروب المستضدي ناتجاً عن التكيف التطوري للعامل المسبب للمرض (وليس سمة من سمات العامل الممرض قبل أي تكيف تطوري مع اللقاح) وكان التكيف مدفوعاً بالضغط الانتقائي الناجم عن لقاح (لن يكون هذا هو حالة الهروب المستضدي الناتج عن الانجراف الجيني الذي سيكون موجوداً حتى بدون تطعيم السكان).
بعض الأسباب المتقدمة لظهور المقاومة الأقل تواتراً هي ذلك التي
- تستخدم اللقاحات في الغالب للوقاية، أي قبل حدوث العدوى، وعادة ما تعمل على قمع العامل الممرض قبل أن يصبح العائل معدياً
- تستهدف معظم اللقاحات مواقع مستضدية متعددة للعامل المسبب للمرض
- قد تنتج مضيفات مختلفة استجابات مناعية مختلفة لنفس العامل الممرض

بالنسبة للأمراض التي تمنح مناعة طويلة الأمد بعد التعرض، وهي أمراض الطفولة عادةً، فقد قيل أنّ اللقاح قد يوفر نفس الاستجابة المناعية مثل العدوى الطبيعية، لذلك من المتوقع ألا تكون هناك مقاومة للقاح.
إذا ظهرت مقاومة اللقاح، فقد يحتفظ اللقاح بمستوى معيّن من الحماية ضد العدوى الخطيرة، ربما عن طريق تعديل الاستجابة المناعية للمضيف بعيداً عن أمراض المناعة.
الحالات الأكثر شهرة لمقاومة هي للأمراض التالية:
أمراض حيوانية
- مرض ماريك، حيث ظهرت سلالات أكثر ضراوة بعد التطعيم[6][7] لأنّ اللقاح لم يحمي من العدوى وانتقال العدوى، فقط ضد الأشكال الخطيرة للمرض.

- يرسينية ركيرية[8][9] لأنّ طفرة واحدة كافية لتوليد مقاومة اللقاح.

- فيروس ميتابينومو الطيور.[10][11][12][13]

أمراض الإنسان
- العقدية الرئوية[14][15] بسبب إعادة التركيب مع نمط مصلي آخر لا يستهدفه اللقاح.
- فيروس التهاب الكبد ب[16][17][18][19] لأنّ اللقاح استهدف موقعاً واحداً يتكون من تسعة أحماض أمينية.

- بورديتيلا شاهوقية[20][21][22][23] لأنّه لم يتم استهداف جميع الأنماط المصلية ولاحقًا لأنّ اللقاحات اللاخلوية استهدفت عدداً قليلاً من المستضدات.

الحالات الأخرى الأقل توثيقاً هي إنفلونزا الطيور، وفيروس ريوفيروس الطيور، وتدية خناقية، وفيروس الكاليسي للقطط، مستدمية نزلية، داء الغومبورو، نيسرية سحائية، داء نيوكاسل، وفيروس الخنازير من النوع 2.